# Парламентські вибори в Білорусі 1990
Парламентські вибори в Білорусі 1990 року відбулися 4 березня 1990 року. За підсумками виборів була обрана Верховна Рада Республіки Білорусь 12-го скликання. На 310 депутатських мандатів претендували 1427 чоловік. Ще 50 депутатів призначалися від організацій ветеранів та інвалідів. В результаті було вибрано 328 народних депутатів.
За підсумками виборів була утворена опозиційна фракція Білоруського Народного Фронту з 26 депутатів.